# Szrapnel

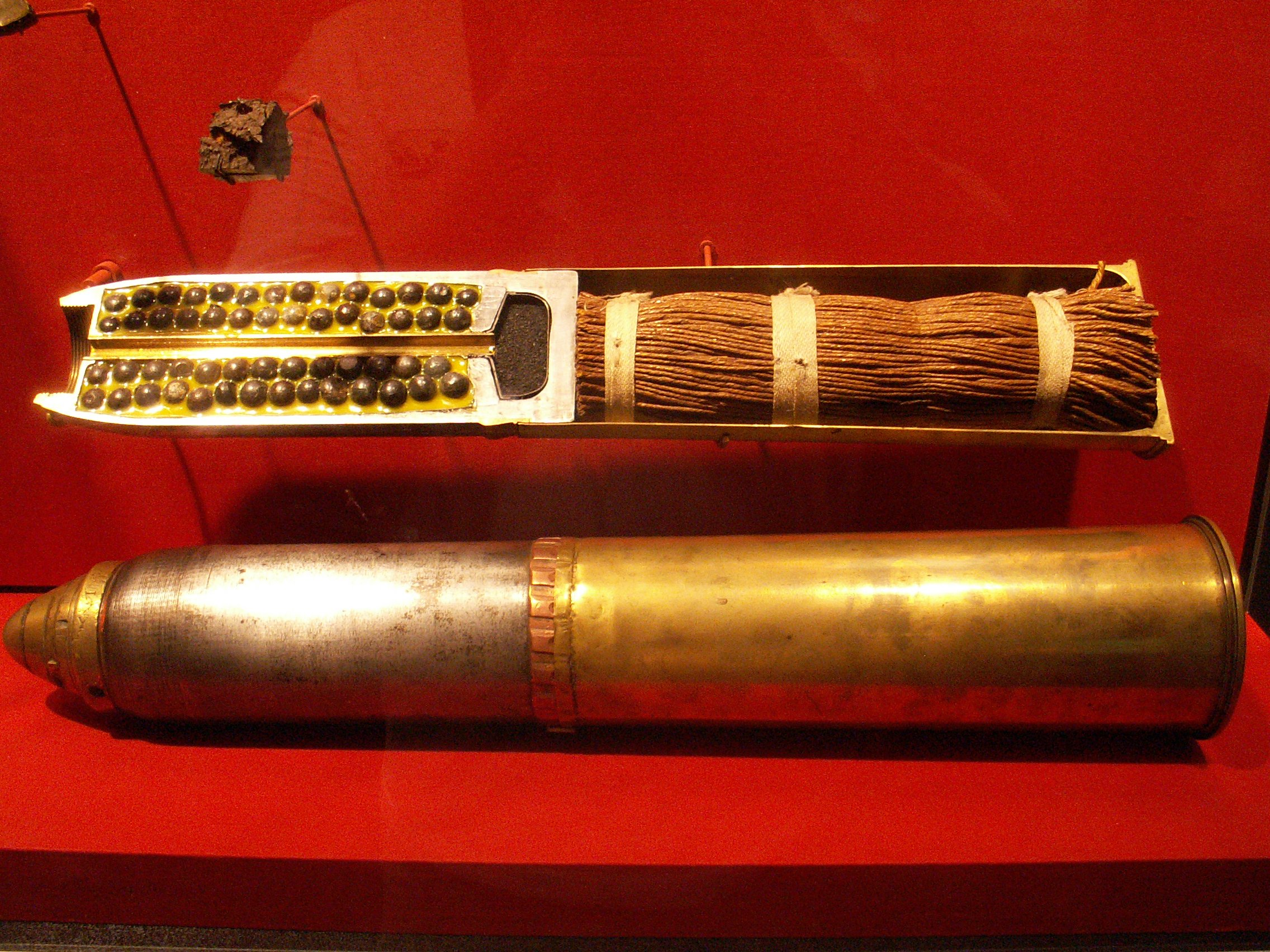

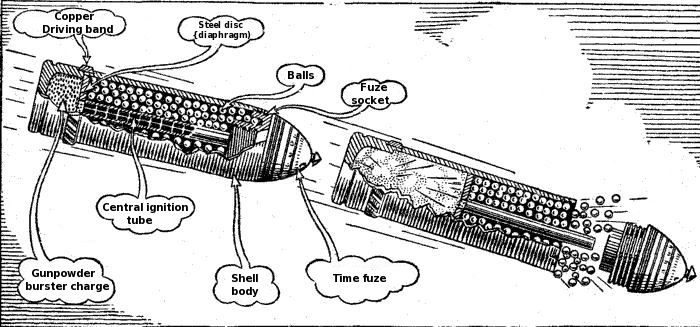
Schemat działania szrapnela

Szrapnel – pocisk artyleryjski używany do rażenia ludzi; także potoczna nazwa odłamka. Nazwa pochodzi od nazwiska wynalazcy, angielskiego generała-majora Henry'ego Shrapnela. Pocisk zawiera lotki (np. w postaci ołowianych kulek lub strzałek), wyrzucane z pocisku za pomocą ładunku prochowego, przy wykorzystaniu zapalnika czasowego. Po wyrzuceniu z korpusu lotki rozlatują się stożkowo na odległość 150–200 m. 
Wynaleziony został w 1803, po raz pierwszy użyto go w 1804 podczas walk w Surinamie. Był w użyciu do czasów I wojny światowej, później został zastąpiony pociskami odłamkowymi o działaniu rozpryskowym.